# Ü (region)

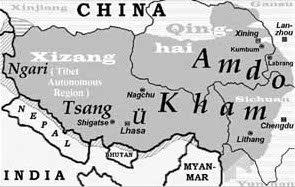
Podział Tybetu na krainy historyczne

Ü (tyb.: དབུས; Wylie: dbus; ZWPY: Wü) – kraina historyczna leżąca w tybetańskiej prowincji Ü-Tsang. Od 1951 wchodzi w skład Tybetańskiego Regionu Autonomicznego.
Ü leży w południowej części Wyżyny Tybetańskiej. Kraina obejmuje wschodnią część Ü-Tsang ze stołeczną Lhasą, zlewisko rzeki Lhasy wraz z dolinami Yarlung i Chonggye. Od północy graniczy z płaskowyżem Changtangu. Jej umowną wschodnią granicę z regionem Kham stanowi Sokla Kyao. Na południu graniczy Indiami i Bhutanem, a od zachodu z krainą historyczną Tsang. Wraz z zachodnią częścią prowincji - Tsang - stanowi historyczne, kulturowe i polityczne centrum dla Tybetańczyków.